# Paulo de Carvalho
Manuel Paulo de Carvalho Costa, conocido artísticamente como Paulo de Carvalho (Lisboa, 15 de mayo de 1947) es un cantante portugués.

## Trayectoria
Comenzó tocando la batería. En 1962 fue uno de los fundadores de la banda Sheiks. El éxito de la banda, que fue llamada «os Beatles portugueses», puso fin a su vocación de futbolista en los juveniles del Benfica.
En 1968 la llamada a filas deshizo la banda. Regresado a la vida civil formó parte de varios grupos, entre ellos la Banda 4 y el proyecto Fluido, que fundó, y el Thilo´s Combo. A pesar de que en los dos primeros proyectos fue la voz principal, solo en 1970 inicia una auténtica carrera de solista al ser invitado a cantar "Corre Nina", en el Festival RTP da Canção.
Gana el "Premio de Imprensa" para el mejor cantante de 1970. Entretanto comienza a trabajar con el cantante y compositor Manolo Díaz. Vuelve a participar en el Festival RTP da Canção con "Flor Sem Tempo", donde queda segundo.
En 1973 viaja a Madrid para grabar su primer LP. También ese año participa en el Festival RTP da Canção, donde acaba cuarto. En 1974, vence en el Festival RTP da Canção, con E Depois do Adeus. Esta canción fue una de las que se usaron como señal para el inicio de la Revolución de los Claveles. Con ese tema fue el representante de Portugal en el Festival de la Canción de Eurovisión 1974.
Inicia una colaboración con el músico Júlio Pereira de la que resultan los álbumes "Não de costas mas de frente" y "M.P.C.C.". Se estrenó como compositor con la canción "Lisboa Menina e Moça", hecha famosa por Carlos do Carmo, en 1976. En 1977 vuelve a ganar en el Festival RTP da Canção como integrante del grupo Os Amigos, lo que le permite representar a Portugal en el Festival de la Canción de Eurovisión 1977 con la canción "Portugal no coração". En el mismo año, representó a Portugal en el Festival de la OTI con el tema "Amor sem palavras".
El álbum "Desculpem qualquer coisinha", de 1985, para el que invitó al guitarrista Alcino Frazão, incluye el gran éxito "Meninos de Huambo", y alcanza el que sería su primer disco de oro.
El disco "Alma" de 1994, grabado en Londres con la Royal Philarmonic Orchestra, incluye una versión de "Pomba branca", cantada a dúo con Dulce Pontes.
En 2004 se lanzó una antología, seleccionada por José Niza, con 40 de sus mejores canciones. En 2006 se lanza su disco "Vida" que se convierte en un gran éxito.

## Discografía (LP/CD)
- Paulo de Carvalho - 1971
- Eu, Paulo de Carvalho - 1971
- Paulo - 1974
- Não de Costas Mas de Frente - A Música em Que Vivemos - 1975
- MPCC - 1976
- Paulo de Carvalho - 1977
- Vol. 1 - 1978
- Cantar de Amigos (con Tozé Brito)- 1979
- Até Me Dava Jeito - 1980
- Abracadabra - 1981
- Cabra Cega - 1982
- Desculpem Qualquer Coisinha... - 1985
- Homem Português - 1986
- Terras da Lua Cheia - 1987
- Só Nós Três (con Carlos Mendes y Fernando Tordo) - 1989
- Gostar de Ti - 1990
- Alma - 1994
- 33...Vivo - 1995
- Mátria - 1999
- Antología 40 Anos - 2002
- Cores do Fado - 2004
- Paulo de Carvalho - 2004
- Vida (colectânea)- 2006
- Do Amor (CD, Farol, 2008)
- Vivo - 50 Anos de carreira (CD+DVD, Farol, 2011)
- Duetos de Lisboa (CD, 2012)